# Charles Conrad Abbott

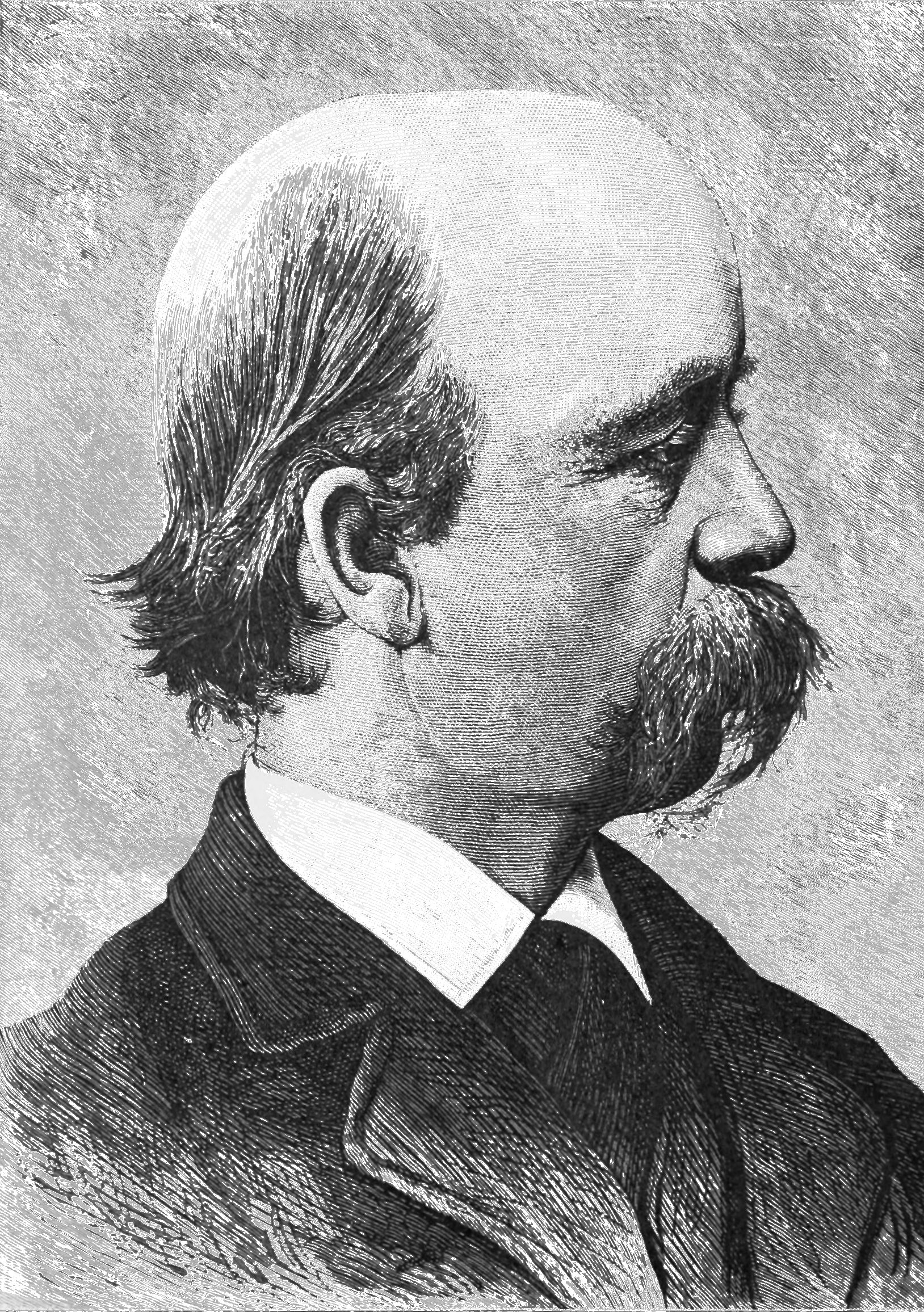
Retrato de Charles Conrad Abbot en 1886-1887.

Charles Conrad Abbott (Trenton, Nueva Jersey, 4 de junio de 1843 - Bristol, Pensilvania, 27 de julio de 1919), fue un arqueólogo estadounidense.

## Biografía
Estudió medicina en la Universidad de Pensilvania. Durante la guerra civil estadounidense se desempeñó como cirujano en el Ejército de la Unión. Recibió su título de Doctor de la Universidad de Pensilvania en 1865. En 1870 se casó con Julia Olden, con quien tuvo tres hijos.
En 1876 anunció el descubrimiento de huellas prehistóricas de la presencia humana en el Valle de Delaware, que datarían de la primera edad de hielo o Glaciación de Kansas, antes de la época en que se cree que los seres humanos entraron en el continente americano. Desde 1876 hasta 1889, fue asistente curador del Museo Peabody de Arqueología y Etnología de Cambridge (Massachusetts), al cual presentó una colección de veinte mil piezas arqueológicas, a la que posteriormente agregó otras colecciones arqueológicas.
Fue miembro correspondiente de la Sociedad de Historia Natural de Boston, miembro de la American Philosophical Society de Filadelfia y de la Real Sociedad de Anticuarios del Norte de Copenhague.